# 阮𠈅
阮𠈅（越南语：／；1799年—1855年），原名阮保（越南语：／），字定甫（越南语：／），號靖山（越南语：／），越南阮朝官員、如清使。

## 生平
阮𠈅是清化省靜嘉府農貢縣香溪社（今屬清化省農貢縣）人，西山朝景盛七年（1799年）出生，曾祖父阮傚和祖父阮俒均是後黎朝進士，官至參從。
明命二年（1821年），阮𠈅參加清華場鄉試，考中鄉貢。初授青河知縣，後升荊門知府，因事降為禮部司務，再升郎中。明命二十一年（1840年），升授海陽按察使。紹治初，貶為翰林院侍讀，充國史館編修，參與修訂《大南實錄》。紹治四年（1844年），因編修《大南寔錄前編》有功，擢升為侍講學士，再升鴻臚寺卿，充國史館纂修。
嗣德元年（1848年），阮𠈅升為光祿寺卿，充任如清乙副使，隨裴樻出使清朝，回國後充任辦理內閣事務。不久改授吏部右侍郎，出為平定布政使，再回朝改任戶部左侍郎。嗣德七年（1854年），出任慶和布政使。次年（1855年），在任上去世，年五十七歲。

## 作品
阮𠈅著有《史要》、《寰宇紀聞》、《史局類編》、《國史記編》、《典禮略考》、《荊門府志》、《青河縣志》、《鳳山祠志略》、《石題夢說》、《星軺隨筆》、《使程襍記》、《鸚鵡學言》、《駢儷雜文》、《集句詩草》等。

## 子女
子阮僴，嗣德元年舉人，仕至清化山防使。